# Lee Kyung-won
Pour les articles homonymes, voir Lee.
Dans ce nom coréen, le nom de famille, Lee, précède le nom personnel.
Lee HKyung-won est une joueuse de badminton sud-coréenne née le 21 janvier 1980 à Changwon.
Après une troisième place aux Jeux olympiques de 2004 à Athènes avec Ra Kyung-min, elle est vice-championne olympique en double féminin avec Lee Hyo-jung en 2008 à Pékin.